# مصب جيروند
مصب جيروند (بالفرنسية: estuaire de la Gironde)‏ هو مصب قابل للملاحة، ويتشكل من التقاء نهري دوردون وغارون في منطقة بوردو في جنوب غرب فرنسا.
تبلغ مساحة المصب حوالي 635 كيلومترًا مربعًا، مما يجعله أكبر مصب في أوروبا الغربية.